# Zack Martin
Zack Edward Martin (nascido em 20 de Novembro de 1990) é um jogador profissional aposentado de futebol americano que atuava na posição de offensive guard pelo Dallas Cowboys na National Footbal League. Na universidade, atuou pela Universidade de Notre Dame. Selecionado na 16º escolha geral no Draft da NFL de 2014 pelo Cowboys, Martin já foi selecionado ao Pro Bowl e a equipe All-Pro, seis vezes cada, entre 2014 e 2019.

## Vida Pessoal
Martin nasceu em Indianapolis, Indiana e estudou no ensino médio na Bishop Chatard High School em sua cidade natal, junto ao seu irmão, Nick. Considerado como um recruta quatro estrelas pelo Rivals.com e foi classificado como o 22º melhor tackle ofensivo do país. Ele aceitou uma bolsa de estudos da Universidade de Notre Dame, mas também recebeu ofertas de Indiana, Kentucky e Michigan.
Martin se casou com sua esposa Morgan em julho de 2016. Sua esposa é irmã do tight end do Jacksonville Jaguars, Tyler Eifert. Antes de se tornarem cunhados, Martin e Eifert foram companheiros de equipe e quarto na Universidade de Notre Dame.
O irmão de Martin, Nick Martin (Nicholas Jacob Martin), é um center de futebol americano que atua pelo Las Vegas Raiders da National Football League (NFL). Ele também jogou futebol americano universitário em Notre Dame e foi escolhido em 50º lugar pelo Houston Texans na segunda rodada do Draft 2016 da NFL.

## Universidade
Após um ano como redshirt em 2009, portanto, de treinos e preparação física, Martin iniciou 2010 como o tackle esquerdo titular da equipe de futebol americano da Universidade de Notre Dame, a Notre Dame Fighting Irish. Ele esteve em ação em todos os 13 jogos em 2010 e foi um dos 11 jogadores que iniciaram os 13 jogos naquela temporada. Em seu segundo ano universitário, como junior, em 2011, começou todas as 13 partidas na mesma posição e fez parte de uma unidade de linha ofensiva que permitiu apenas 17 sacks em seu quarterback naquela temporada. Ele também ajudou a providenciar o caminho necessário para um jogo de corrida com média de 4,8 jardas por carregamento, o melhor para um time da Notre Dame desde 1996. Em 2012, foi nomeado um dos quatro capitães da equipe e começou todos os 13 jogos e ajudou a levar o time a um recorde da temporada regular de 12-0 e uma viagem para o BCS National Championship Game de 2013 contra o Alabama Crimson Tide, mas a equipe foi derrota por 42 a 14. Em 2013, anunciou que voltaria a equipe para a temporada 2013-2014.
Em sua última temporada, foi nomeado capitão do time pela segunda vez, tornando-se apenas o 18º jogador na história da escola a receber tal honra. Martin começaria todos os 13 jogos, estabelecendo um novo recorde escolar para inícios de carreira para um jogador de linha ofensiva, com 52. Martin era líder de uma unidade que permitia apenas 8 sacks, empatado em segundo melhor na Football Bowl Subdision (FBS).  Ele foi nomeado MVP do Pinstripe Bowl de 2013 após uma vitória de 29 a 16 sobre Rutgers da Universidade Rutgers, tornando-se o primeiro jogador de linha ofensiva desde 1959 (Jay Huffman) a receber essa premiação em uma das partidas de finais - bowl games - universitárias.

## Draft
Zack foi selecionado na 16º escolha geral no Draft da NFL de 2014 pelo Dallas Cowboys.
| Dados Pré - Draft                | Dados Pré - Draft | Dados Pré - Draft  | Dados Pré - Draft | Dados Pré - Draft | Dados Pré - Draft | Dados Pré - Draft | Dados Pré - Draft   | Dados Pré - Draft |
| Altura                           | Peso              | Largura Braço      | Tamanho da Mão    | 20-Yard Shuttle   | Three-Cone Drill  | Salto Vertical    | Broad jump          | Supino            |
| -------------------------------- | ----------------- | ------------------ | ----------------- | ----------------- | ----------------- | ----------------- | ------------------- | ----------------- |
| 6 ft 4+1⁄4 in (1.94 m)           | 308 lb (140 kg)   | 32+7⁄8 in (0.84 m) | 9+1⁄2 in (0.24 m) | 4.59 s            | 7.65 s            | 28 in (0.71 m)    | 8 ft 10 in (2.69 m) | 29 reps           |
| Todos os Valores da NFL Combine. |                   |                    |                   |                   |                   |                   |                     |                   |

## Carreira Profissional

### Temporada de 2014
No Draft de 2014 da NFL, havia especulação de que o Dallas Cowboys selecionaria o quarterback Johnny Manziel se ele estivesse disponível. Porém, ao invés vez disso, a equipe tinha como alvo o linebacker, Ryan Shazier, que acabou indo para o Pittsburgh Steelers.  Com a 16ª escolha do primeiro round os Cowboys selecionaram Zack Martin com a intenção de convertê-lo de offensive tackle para offensive guard.
Ele foi colocado como offensive guard direito titular desde o primeiro dia de atividades na pré-temporada, substituindo Mackenzy Bernadeau, titular nos dois anos anteriores. Sua adição contribuiu para que a linha ofensiva se tornasse por especialistas, a melhor da liga.
Nesta temporada Martin, junto aos outros companheiros de linha ofensiva, Travis Frederick, Tryon Smith, Ronald Leary e Doug Free, protegeu muito bem o quarterback, Tony Romo, permitindo-o, durante a temporada, sofrer sack apenas 39 vezes, ficando em 17º na liga. Além disso, contribuíram para que o running back, DeMarco Murray fosse um dos melhores em sua posição na temporada em estatísticas, com mais jardas corridas totais (1845) e mais touchdowns anotados (13), empatado com Marshawn Lynch.
Em 23 de dezembro, Martin se tornou um dos quatro calouros selecionados para o Pro Bowl de 2014. Em 2 de janeiro de 2014, foi eleito para o AP 2014 All-Pro Team, o único novato a fazer parte do time, e primeiro novato do Cowboys desde o running back Calvin Hill, que foi nomeado em 1969. Além disso, foi o primeiro calouro de linha ofensiva i nomeado AP All-Pro desde Dick Huffman em 1947.

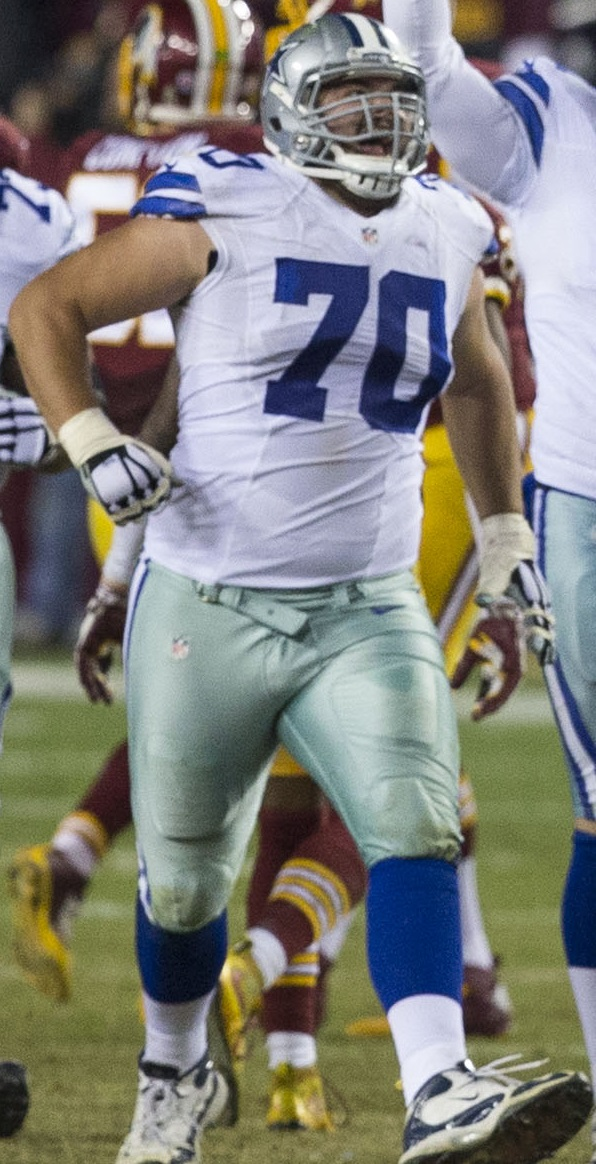
Zack Martin em 2015.

### Temporada de 2015
Martin teve outra temporada digna de nomeação ao All-Pro, apesar de perder DeMarco Murray para o rival de divisão Philadelphia Eagles na free agency. Martin e companhia contribuíram para que seu companheiro, o running back, Darren McFadden terminasse em quarto com mais jardas corridas - 1.089. Martin jogou pelo Team Irvin junto com cada um de seus companheiros eleitos no Pro Bowl de 2016 e foi nomeado pela segunda vez ao time All-Pro pela Associated Press.

### Temporada de 2016
Nesta temporada, Martin foi nomeado para seu terceiro Pro Bowl consecutivo e nomeado novamente ao First-team All-Pro, ambas as honras sendo compartilhadas com os companheiros da linha ofensiva do Dallas Cowboys, Travis Frederick e Tyron Smith. Ele também foi classificado em 58º lugar no Top 100 jogadores da NFL de 2017. 

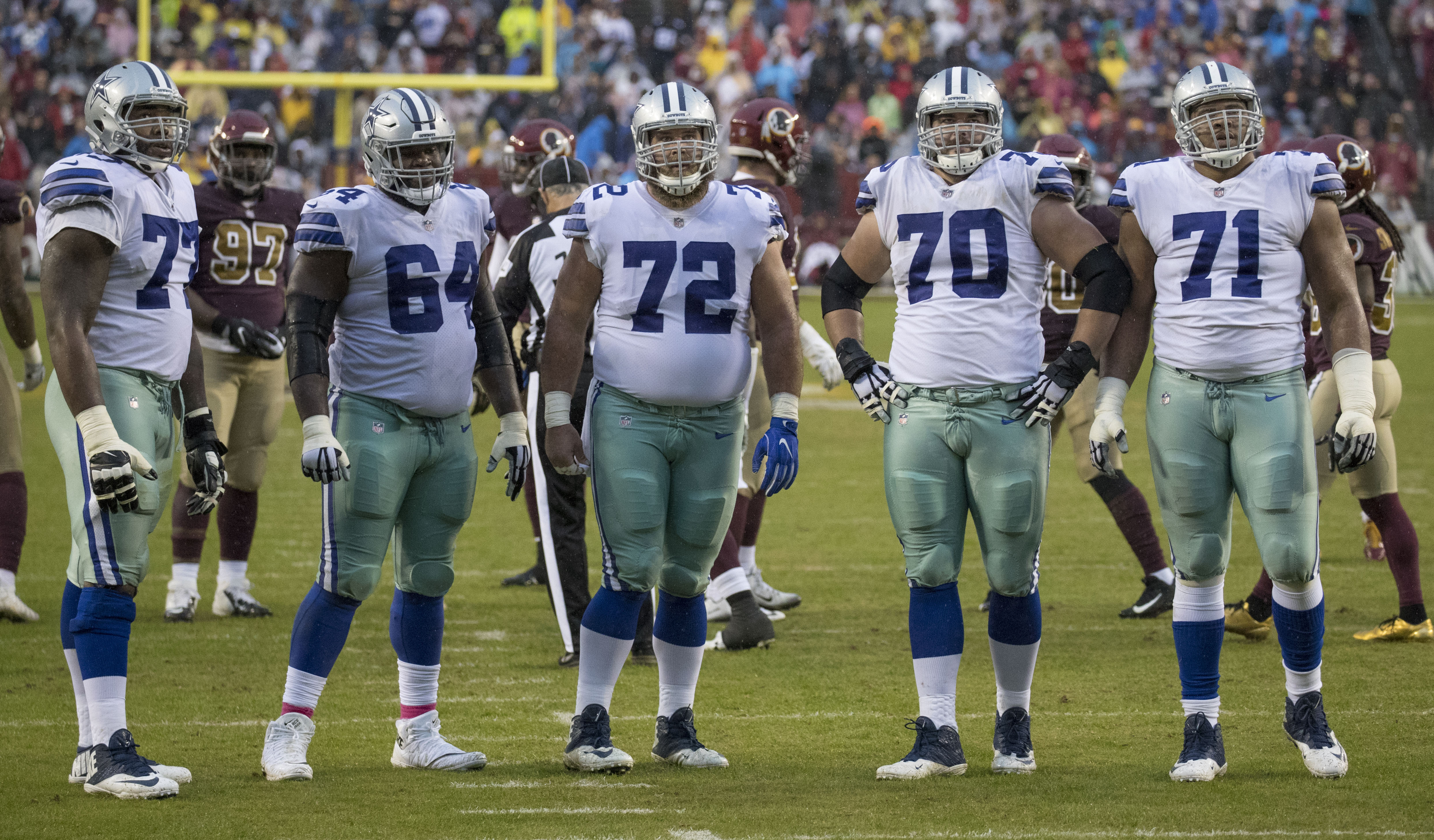
Linha Ofensiva do Cowboys em 2017. Da esquerda para direita: Tryon Smith, Chaz Green, Travis Frederick, Zack Martin e La'el Collins.

### Temporada de 2017
Em 18 de abril de 2017, os Cowboys escolheram a opção de quinto ano no contrato de novato de Martin. Ele foi nomeado para seu quarto Pro Bowl consecutivo ao lado de Tyron Smith e Travis Frederick pelo quarto ano consecutivo. E foi classificado em 71º por seus pares no Top 100 Jogadores da NFL de 2018.

### Temporada de 2018
Em 13 de junho de 2018, Martin assinou uma extensão de contrato de seis anos e US$ 84 milhões com os Cowboys com US$ 40 milhões garantidos, tornando-o offensive guard mais bem pago da NFL. Nesta temporada, ele sofreu uma lesão no joelho na semana 14 e perdeu a semana seguinte, primeira vez em sua carreira que ele perdeu uma partida.

### Temporada de 2019
Em 2019, Martin tornou-se um dos cinco jogadores de linha ofensiva a garantir um convite ao Pro Bowl em cada uma de suas seis primeiras temporadas, juntando-se a Lou Creekmur (1950-57), Jon Morris (1964-70), Joe Thomas (2007-16) e Richmond Webb (1990–96).

### Temporada de 2020
Na semana 11, Martin fez seu primeiro início de carreira como offensive tackle direito devido a lesões na linha ofensiva do Cowboys. E, em 7 de dezembro de 2020, foi colocado na reserva de lesão com uma distensão na panturrilha, tendo sido ativado novamente a equipe em 2 de janeiro de 2021, apesar de ainda ser reserva nesta data.